# BB 9001-9002
Les BB 9001 et 9002 sont deux anciens prototypes de locomotives électriques de la SNCF.
De construction suisse et livrées en 1953, à la même époque que les BB 9003-9004, elles servent conjointement à la mise au point des BB 9200, en particulier des moteurs de traction. Circulant de Paris à la vallée du Rhône, puis la Bretagne et enfin le Dijonnais, elles sont radiées en 1971 et 1973 puis démolies.

## Genèse des prototypes
Dès 1942, la SNCF recherche une locomotive de vitesse à courant continu puissante mais beaucoup moins lourde que les 2D2 alors en exploitation. En 1949, la SNCF passe commande de deux prototypes de type BB auprès des constructeurs helvétiques SLM et Brown Boveri. Cette commande fait suite à la mise en service en 1944 de la locomotive Ae 4/4 no 251 du BLS, déjà au type BB, et qui démontre ses qualités de puissance, de vitesse et de légèreté, cette dernière caractéristique lui permettant d'être moins agressive pour les voies.
Les prototypes BB 9003-9004, CC 6001 et CC 7001-7002 sont commandés auprès du constructeur MTE (Jeumont et Schneider et Cie), ainsi que la petite série des 2D2 9100, dernière de ce type.
La BB 9001 est mise en service le 1er juin 1953, suivie de la BB 9002 le 12 décembre 1953.

## Description
La caisse de ces locomotives constitue avec le châssis une structure assurant la rigidité de l'engin. Deux cabines de conduite sont reliées par deux couloirs latéraux, l'appareillage prenant place dans le compartiment central. Les équipements électriques sont pré-câblés, ce qui facilite leur démontage pour l'entretien. La commande des équipements électriques fait appel à un servomoteur électrique sur la BB 9001 ; cette commande est électropneumatique sur la BB 9002.
Les deux bogies, liés à la caisse par un système de traverse danseuse, sont suspendus par des ressorts en hélice et un amortisseur à huile ; ils sont en outre reliés entre eux par une traverse. Chaque bogie est équipé de deux moteurs entièrement suspendus, d'une puissance unitaire de 670,8 kW sous 1 350 V, qui transmettent le mouvement aux roues des deux côtés de l'essieu grâce à une transmission à disque Brown Boveri. 
Les locomotives sont autorisées à circuler à 140 km/h, bien qu'au cours des essais elles aient atteint 160 km/h.
À leur sortie d'usine les BB 9001 et 9002 adoptent une livrée bicolore (vert bleuté foncé et vert bleuté clair) avec ceinture de caisse et moustaches en aluminium, comme les 2D2 9100 sorties peu de temps avant. Elles sont ultérieurement repeintes en vert bleuté foncé uniforme.

## Carrière et descendance
Elles commencent leur carrière, au dépôt de Paris-Lyon, par assurer des trains rapides Paris - Lyon qu'elles partagent avec les 2D2 9100 jusqu'en juin 1956. Au cours des deux années suivantes, leur service est plus irrégulier, en tête du Train bleu ou d'autres trains moins « nobles », de Paris à la Côte d'Azur. À partir de 1958, leurs circulations sont reprises par les BB 9200 récemment livrées.
Elles sont mutées au dépôt de Montrouge en juin 1958 ; elles y épaulent les 2D2 5400 de Paris au Mans. En 1964, l'électrification du Mans à Rennes en courant alternatif 25 kV - 50 Hz impose leur remplacement par les BB 25200 bicourant.
En 1965, alors que des incidents moteurs commencent à affecter leur fiabilité, les BB 9001 et 9002 rejoignent le dépôt de Villeneuve-Saint-Georges pour être utilisées sur des express Paris - Dijon et Paris - Laroche-Migennes. À la fin de l'année 1968, décision est prise d'arrêter ces prototypes (ainsi que les BB 9003-9004) à épuisement de leur parcours de révision. Les BB 9001 et 9002 tractent des trains de messageries sur Paris - Dijon jusqu'au 26 avril 1971 (9002) et 2 août 1972 (9001). Elles sont garées au dépôt de Villeneuve puis envoyées à la ferraille.
L'expérience acquise avec les moteurs GLM 931S de ces deux locomotives est mise à profit dans la conception des BB 9200 et BB 9300 qui utilisent une version plus puissante de ce moteur.

## Modélisme

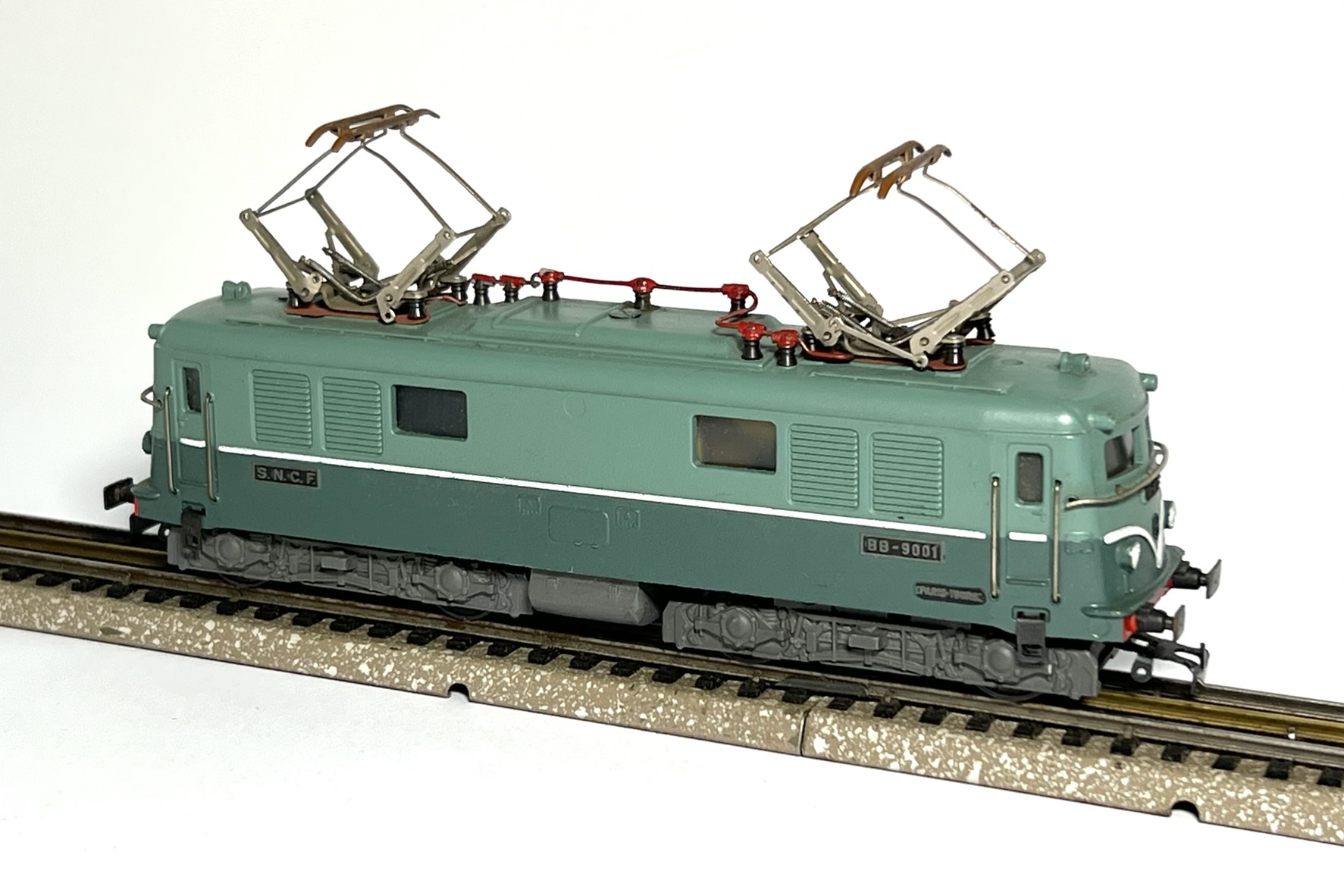
Vollon & Brun SNCF BB 9001, 2024

La SNCF BB 9001 a été reproduite à l'échelle HO par les anciennes marques françaises Vollon & Brun en 1955 et PMP en 1951. L'artisan l'Obsidienne a reproduit un transkit (caisse en résine à adapter sur un châssis motorisé) permettant de réaliser la BB 9001 ou 9002.